# Fürstenhaus der Tenōchca
Das Fürstenhaus der Tenōchca war die aztekische Herrscherdynastie, die sich selbst auf ein toltekisches Geschlecht zurückführte. Die gesicherte durchgängige Stammreihe beginnt jedoch erst im 14. Jahrhundert mit Acamapichtli († 1391) 1. huey tlatoani von Tenōchtitlan.
Der Fürst eines Territoriums, meist eines Stadtstaates, wurde in der Landessprache im Hochtal von Mexiko als tlatoani bezeichnet. Der Reichsvorstand, Hochkönig oder auch Kaiser war der huey tlatoani. Er residierte in Tenōchtitlan – vor der Eroberung und Zerstörung durch die Spanier im Jahre 1521 einer der größten Städte der Erde.
Auch das Amt des cihuacóatl, Stellvertreter des huey tlatoani, wurde ausschließlich aus der Dynastie der Tenōchca besetzt. Es war der Linie des Tlacaelel I. († 1486), der als erster dieses Amt bis zum Jahre 1474 bekleidete, vorbehalten. Weiterhin gab es auch das Amt des quauhtlatoani, was dem in einer eroberten Stadt eingesetzten Statthalter gleichkam. Natürlich taten sich Angehörige der Dynastie auch als hohe Offiziere in der Armee hervor und konnten verschiedene Generalsränge besetzen, wie beispielsweise Huehue Zaca oder dessen Söhne Tzontemoc, wie sein Vater tlacateccatl, und Cacamatzin, der tlacochcalcatl war.
Nach der Unterwerfung der Mexica durch die Spanier wurde den pipiltin durch die spanische Krone ihr Adel wenn auch undifferenziert, durchgängig anerkannt. Angehörige des Fürstenhauses der Tenōchca führten fortan den Titel Don bzw. Doña. In der Kolonialzeit setzten die Spanier noch fünf tlatoani aus der alten Dynastie in Tenochtitlan ein, die jedoch nur sehr eingeschränkte Machtbefugnisse hatten. Der 14. tlatoani der Tenōchca, Don Diego de San Francisco († 1554), bekam für seine militärischen Verdienste im Mixtón-Krieg von Kaiser Karl V. 1546 ein persönliches Wappen verliehen, das Symbole der Tenōchca aufgreift und die des späteren mexikanischen Nationalwappens vorwegnimmt. Nach dem Tod des 16. tlatoani der Tenōchca Don Luis de Santa María im Jahre 1565 erlosch das Amt, obwohl der Mannesstamm weiterhin fortbestand.
Der Enkel Moctezumas II., Don Diego Luis de Moctezuma, wurde Stammvater der Herzöge de Moctezuma de Tultengo. Sein Sohn Don Pedro Moctezuma Thesifon de la Cueva wurde 1627 vom spanischen König Philipp IV. zum spanischen Conde de Motēuczūma, in Primogenitur vererblich ernannt. 1766 bekam das Geschlecht von Karl III. die spanische Grandenwürde 1. Klasse zuerkannt. Don Antonio Moctezuma y Marcilla de Teruel, Marqués de Tenebrón, 23. Conde de Moctezuma († 1890), erhielt 1865 von der spanischen Königin Isabella II. den Herzogstitel Duque de Moctezuma de Tultengo, in primogenitur vererblich verliehen. Don Juan José Marcilla de Teruel-Moctezuma y Valcárcel (* 1958) ist seit 2014 der 6. Herzog von Moctezuma und damit der Chef des Hauses.
In der folgenden Stammliste werden der Übersichtlichkeit halber einzelne Angehörige mehrfach ausgelinkt. Aufgrund sehr differenzierter Schreibweise der Namen sowohl in Nahuatl als auch in Spanisch ist die nachstehende Abbildung nicht einheitlich. Innerhalb der Stammreihe wird der spanische Taufname stets kursiv gehalten.

## Stammliste
Acamapichtli († 1391), 1371–1391 Tlatoani, ⚭ I Ilancueitl, Tochter des Acolmiztli, Tlatoani von Coatl Ichan; ⚭ I Tezcatlan Miyahuatzin, Tochter des Acacitli; ⚭ III Huitzilxotzin, Tochter des Tenqacatetl; ⚭ IV Xiuhcuetzin, Tochter des Ahatl
- A1. (illegitim) Itzcóatl († 1440), 1427–1440 Tlatoani, ⚭ Huacaltzintli, Tochter des Quaquapitzahuac, Tlatoani von Tlatelolco und der Acxocueitl[2]
  - B1. Tezozómoc, ⚭ Atotoztli,
    - C1. Chalchiuhnenetzin, ⚭ Moquihuix, Tlatoani von Tlatelolco
    - C2. Tízoc († 1486), 1482–1486 Tlatoani, ⚭ NN, Tochter des Huehue Xiconocatzin aus Temazcaltitlan
      - D1. Texcatl Popoca, ⚭ NN, eine Adlige aus Tzaucyocan
        - E1. Tehuetzquititzin (Diego de San Francisco) († 1554), 1541–1554 Tlatoani, ⚭ I María, seine Base, Tochter des Huehue MauhcaxochitzinWappen Diegos de San Francisco (1546)

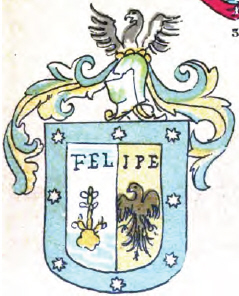
Wappen Diegos de San Francisco (1546)

          - F1. (ex I) Tezcatl Popocatzin (Alonso) († jung)
          - F2. (ex I) Mauhcaxochitzin (Pablo) († jung)
          - F3. Ixcuinantzin (Miguel) († jung), Sohn einer Adligen aus Ocuillan
          - F4. Xiconocatzin (Pedro), Sohn einer Adligen aus Xolloco
            - G1. María ⚭ NN, ein Mexica

          - F5. Xaxaqualiuhtocatzin (José)
            - G1. Francisca, ⚭ Ihuiçalloqui (Marcos), ein Händler aus Tlatelolco

          - F6. Ilhuicaxochitzin (Baltasar) († jung)
          - F7. Juana, ⚭ Toquezquauhyotzin (Baltasar), Tlatoani von Culhuacan
          - F8. Tlacoyehuatzin (María), ⚭ Quauhpotonqui (Diego), Tlatoani von Ecatepec
          - F9. María Francisca, ⚭ Xiuhpiltzintli (Gabriel), ein Einwohner von Xolloco
          - F10. María, ⚭ Jacobo
          - F11. Cecilia, ⚭ Cristobal, Sohn des Tlatoani von Ecatepec, Quauhpotonqui → siehe oben

      - D2. Huehue Mauhcaxochitzin (Mauhcaxochitl)
        - E1. María, ⚭ Tehuetzquititzin, ihr Vetter → siehe oben
        - E2. Acachollohuatzin teuhctli
          - F1. Ana, ⚭ Matlatzinco, Tlatoani von Tenantuinco
          - F2. María, ⚭ Omacatzin (Francisco de Guzmán), letzter Tlatoani von Ollac Xochimilco

        - E3. Icelicatzin (Pedro)
          - F1. NN (Tochter), * in Mexicatzinco

        - E4. Tocuilteatl Chimalcoatzin (Pablo)

    - C3. Auítzotl († 1502), 1486–1502 Tlatoani, ⚭ Tlilancapatl
      - D1. Cuauhtémoc († 1525), 1520–1525 Tlatoani, ⚭ Tecuichpo Ixcaxochitzin, Tochter des Moctezuma II.
      - D2. Acamapichtli Atlixcatl
        - E1. Nanacacipactzin (Luis de Santa María) († 1565), 1563–1565 Tlatoani, ⚭ Chichimecacihuatl (Magdalena) († 1565), Tochter des Huanitzin → siehe oben
          - F1. Pedro Dionisto († nach 1565)

      - D3. Atlixcatl, ⚭ Tecuichpo Ixcaxochitzin, Tochter des Moctezuma II.
      - D4. NN (Tochter), ⚭ Moctezuma II.

    - C4. Axayacatl († 1482), 1469–1482 Tlatoani, ⚭ NN, Tochter von Cuitláhuac I.
      - D1. Motēcuhzōma Xōcoyōtzin (Moctezuma II.) († 1520), 1502–1520 Tlatoani, ⚭(I) Miahuaxochitl; ⚭(II) Teotlalco, Tochter des Matlaccohuatl, dritter Tlatoani von Ecatepec; ⚭(III) Tzihuacxochitzin, Tochter des Tlilpotoncatzin → siehe unten[3]
        - E1. (ex I) Tlacahuepan Ihualicahuaca (Yahualicahuatzin) (Pedro Moctezuma)
          - F1. Ihuitemotzin (Diego Luis de Moctezuma), Stammvater der Herzöge de Moctezuma de Tultengo, ⚭ Francisca de la Cueva de ValenzuelaWappen der Duques de Moctezuma de Tultengo (1865)

Wappen der Duques de Moctezuma de Tultengo (1865)

        - E2. (ex II) Tecuichpo Ixcaxochitzin (Isabel Moctezuma) († 1550), Erbinhaberin der Ecomienda Tlacopan, ⚭ I Atlixcatl, Vetter von Moctezuma II.; ⚭ II Cuitláhuac II., († 1520), Tlatoani von Tenochtitlán, Bruder von Moctezuma II. → siehe unten; ⚭ III Cuauhtémoc († 1525), Tlatoani von Tenochtitlán, Vetter von Moctezuma II. → siehe unten; ⚭ IV 1526 Alonso de Grado, († 1527), Konquistador; (⚭ 1527) Hernán Cortés (1485–1547), Konquistador; ⚭V 1527 Pedro Gallego de Andrada († 1531), Konquistador; ⚭VI 1531 Juan Cano de Saavedra († 1572), Konquistador
        - E3. (ex III) Leonor, Erbinhaberin der Ecomienda Ecatepec, ⚭ I 1527 Juan Paez († 1529), Konquistador; ⚭ II 1531 Cristóbal de Valderrama († 1537), Konquistador
        - E4. (ex III) Xipaguazin (María) († 1537), ⚭ Juan de Grau, Konquistador
        - E5. Francisca, ⚭ Huanitzin († 1541), Tlatoani von Tenochtitlán, Vetter von Moctezuma II.

      - D2. Cuitláhuac (Cuitláhuac II.) († 1520), 1520 Tlatoani, ⚭ I NN, Tochter des Moteixcahuia Quauhtlehuanitzin, ⚭ II Tecuichpo Ixcaxochitzin, Tochter des Moctezuma II.[4]
        - E1. (ex I) Ixhuetzcatocatzin (Alonso)
        - E2. (ex I) Ana
        - E3. (ex I) Luisa

      - D3. Tezozómoc Acolnahuacatl
        - E1. Huanitzin (Diego de Alvarado), 1539–1541 Tlatoani, ⚭ Francisca de Montezuma, Tochter des Moctezuma II.
          - F1. Juana de Alvarado, ⚭ Huehue Totoquihuaztli, Tlatoani von Tlacopan, deren Sohn Pedro Tetlepanquetzatzin den Moctezuma de Chilapa Zweig der Familie begründet, die schließlich den Mayorazgo de Guerrero-Dávila übernehmen und deren Nachkommen bis heute in Mexiko-Stadt leben.[5][6]
          - F2. Cecetzin (Cristóbal de Guzmán) († 1562), 1557–1562 Tlatoani
          - F3. Tezozómoc (Hernando de Alvarado), einer der bedeutendsten Chronisten Neuspaniens
          - F4. Chichimecacihuatl (Magdalena) († 1565), ⚭ Nanacacipactzin (Luis de Santa María) († 1565), 1563–1565 Tlatoani
          - F5. Isabel, ⚭ Antonio Valeriano († 1605), Gouverneur von Azcapotzalco (1565) und Tenochtitlan (1573–1599).

  - B2. Cuitláhuac I.
    - C1. NN (Tochter), ⚭ Axayacatl († 1482), 1469–1482 Tlatoani → siehe oben
- A2. (ex II) Huitzilíhuitl († 1417), 1391–1417 Tlatoani, ⚭ I Ayauhcihuatl, Tochter des Tezozómoc († 1426), Tlatoani der Tepaneken in Azcapotzalco und der Chalchiuhcozcatzin Tzihuacxochitzin; ⚭ II NN; ⚭ III Miyahuaxihuitl, eine Adlige aus Cuauhnahuac; ⚭ IV Cacamacihuatl, eine Adlige aus Teocalhuiyacan
  - B1. (ex I) Matlalcihuatl, ⚭ Ixtlilxochitl I., Tlatoani von Tetzcoco
  - B2. (ex I) Chimalpopoca († 1427), 1417–1427 Tlatoani, ⚭ Matlalatzin, Tochter des Quaquapitzahuac, Tlatoani von Tlatelolco und der Acxocueitl[7]
    - C1. Tezozomoc, zweiter Tlatoani von Ecatepec

  - B3. (ex II) Temic (??)
  - B4. (ex III) Motēcuhzōma Ilhuicamīna (Moctezuma I.) († 1469), 1440–1469 Tlatoani, ⚭ Chichimecacihuatzin, Tochter des Cuauhtototzin, Tlatoani von Cuauhnahuac
    - C1. Atotoztli, ⚭ Tezozomoc → siehe oben
    - C2. Chichimecacihuatzin (Tochter)
    - C3. Iquehuacatzin (Sohn)
    - C4. Mahchimaleh (Sohn)

  - B5. Huehue Zaca, Tlacateccatl der Tenōchca
    - C1. Tzontemoc, Tlacateccatl der Tenōchca, erster Quauhtlatoani der Tenōchca in Huitzilopochco
    - C2. Huitzilatzin
      - D1. NN
        - E1. Huehue Cetochtzin (Hernando) († 1525)

  - B6. (ex IV) Tlacaelel I., 1430–1474 Cihuacóatl, ⚭ Maquitzin, Tochter des Huehue Quetzalmacatzin, Tlatoani von Amaquemecan und der Tlacocihuatzin Ilama
    - C1. Cacama (Cacamatzin), Tlacochcalcatl der Tenōchca, gefallen im Kampf gegen die Tarasken[8]
      - D1. NN, ⚭ Nezahualpilli († 1515), Tlatoani von Texcoco
      - D2. Tlacaelel II., 1474–1487 Cihuacóatl
      - D3. Chicome Axochitzin
        - E1. NN, (⚭) Juan Rodríguez de Villafuerte, Konquistador

    - C2. Tlilpotonqui, 1487–1503 Cihuacóatl, ⚭ I Xiuhtoztzin, Tochter des Yaopaintzin, Quauhtlatoani der Tenōchca von Tequanipan Huixtoco; ⚭ II Quauhtlamiyahualtzin, eine Adlige aus Acxotlan Cihuateopan[9]
      - D1. (ex I) Miccacalcatl Tlatletecuintzin, Statthalter der der Tenōchca in Tequanipan
      - D2. Tzihuacxochitzin, ⚭ Moctezuma II.

    - C3. Texcalteuctli
      - D1. Tlacotzin (Juan Velázquez) († 1526), 1520–1525 Cihuacóatl, 1525–1526 Tlatoani[10]

    - C4. Xiuhpopocatzin

  - B7. Citlalcoatl
  - B8. Aztacoatl
  - B9. Axicyotzin
  - B10. Quauhtzitzimitzin
  - B11. Xiconoc
  - B12. Teotlatlauhqui
  - B13. Cuitlahuatzin
  - B14. Miccayaocihuatl
  - B15. Matlalchihuatzin
- A3. (ex III) Tlatolqaca, ⚭ Matlalxochtzin, Tochter des Tlacacuitlahuatzin, Tlatoani von Tlacopan
  - B1. Cahualtzin (Sohn)
  - B2. Tetlepanquetzatzin (Sohn)
  - B3. Tecatlapohuatzin (Sohn)
- A4. (ex IV) Quatlecoatl[11]
- A5. Matlalxoch (Tochter)